# شوقب (أرحب)

تعديل مصدري - تعديل

شوقب هي إحدى قرى عزلة عيال عبد الله بمديرية أرحب التابعة لمحافظة صنعاء، بلغ تعداد سكانها 17 نسمة حسب تعداد اليمن لعام 2004.